# Mosquée de Sinan Pacha à Prizren
Pour les articles homonymes, voir Mosquée de Sinan Pacha.
La mosquée de Sinan Pacha à Prizren (en albanais : Xhamia e Sinan Pashës ; en serbe cyrillique : Синан-пашина џамија ; en serbe latin : Sinan-pašina džamija ; en turc : Sinan Paşa Camii) est une mosquée ottomane située dans la ville de Prizren, au Kosovo. Elle a été construite en 1615 par Sofi Sinan Pasha, bey de Budim. La mosquée domine de sa masse la rue principale de Prizren et constitue l'un des monuments les plus célèbres de la ville. Elle est inscrite sur la liste des monuments culturels d'importance exceptionnelle de la République du Kosovo (RKS) .

## Histoire
Sofi Sinan Pacha a entrepris la construction de la mosquée en 1600 ou en 1608. Ce personnage, qui a été beylerbey et caïmacan en Bosnie, ne doit pas être confondu avec le grand vizir Koca Sinan Pacha, qui a fait construire la mosquée de Sinan Pacha dans la ville de Kaçanik/Kačanik.
Selon une idée répandue, les pierres ayant servi à la construction de la mosquée proviendraient du Monastère des Saints-Archanges, situé à proximité,. Le monastère des Saints-Archanges a été fondé par l'empereur serbe Stefan Dušan et construit entre 1343 et 1352. De fait, des pierres de ce monastère se retrouvent dans la mosquée mais les lieux avaient été désertés avant même l'arrivée des Ottomans et, au début du XVIIe siècle, le site était en ruine. L'historien albanais Hasan Kaleshi montra en 1972 que Sofi Sinan Pacha n'avait pas pu ordonné la destruction du monastère, ce qui aurait requis un décret émanant du Sultan, mais qu'il avait plutôt utilisé les pierres du monastère déjà ruiné.
La mosquée a autrefois abrité une médersa et un portique, détruits en 1939. Le portique a été reconstruit.

## Description

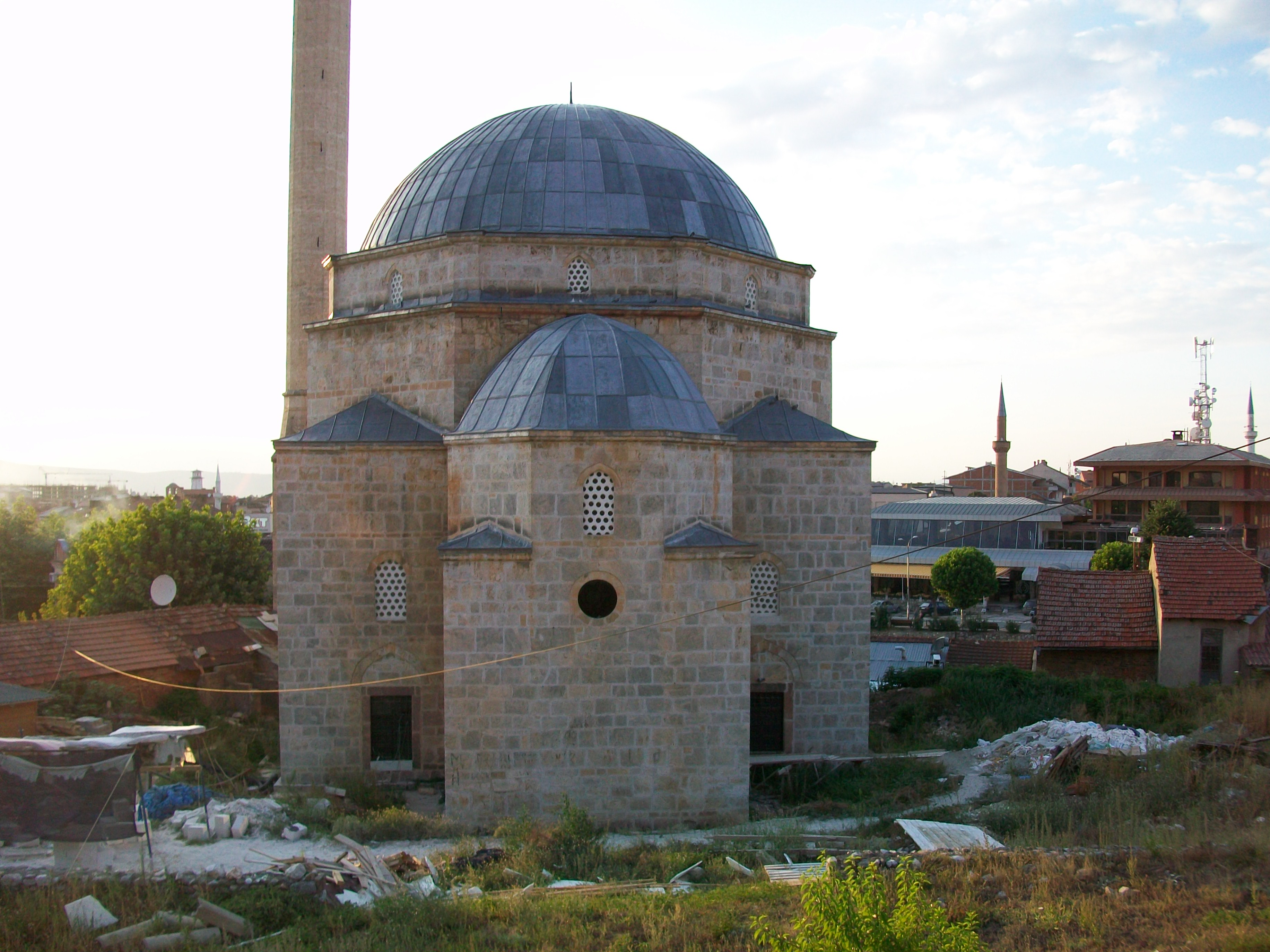
Vue de l'arrière de la mosquée

La mosquée de Sinan Pacha dispose d'un plan carré, de 14 m sur 14 m. Elle est surmontée d'un grand dôme, complété d'un dôme plus petit couvrant le mihrab. Les murs de l'édifice ont une épaisseur de 1,65 m et l'ensemble est dominé par un minaret haut de 43,5 m, qui se termine par un faîtage conique en plomb.
À l'intérieur, les murs et la coupole ont été ornés au XIXe siècle de motifs floraux et de versets du Coran. Le minbar est décoré de motifs floraux.
Le pavement en pierre et la charpente en bois datent de la construction de la mosquée.

## Conservation
La pluie, qui a pénétré dans l'édifice par des fissures dans le toit, a entraîné la chute de certains parties du plâtre mural et endommagé les peintures ; les pierres de la façade ont également connu un phénomène d'usure ; début 2008, la restauration de la mosquée était estimée par l'UNESCO à environ 500 000 €.

## Manuscrits et controverse
La commune/municipalité de Prizren avait l'intention de construire une bibliothèque à l'intérieur de la mosquée, pour y abriter les vieux manuscrits ottomans mais aussi d'autres manuscrits de valeur du Kosovo. L'Union islamique du Kosovo a engagé un procès contre la commune/municipalité pour empêcher que la mosquée ne devienne un musée et pour qu'elle reste un lieu de culte musulman.